# Need for Speed: No Limits
Need for Speed: No Limits (с англ. — «Жажда скорости: Без ограничений»; с 2021 года стилизовывается как NFS No Limits) — мобильная игра, спин-офф серии Need for Speed в жанре аркадных автогонок, разработанный Firemonkeys Studios и изданный компанией Electronic Arts для смартфонов под управлением iOS и Android в 2015 году по модели Free-to-play. Является единственной игрой серии, выпущенной исключительно для мобильных устройств.
Аркада получила неоднозначные отзывы критиков. Рецензенты хвалили игровой процесс и графику, но критиковали платный контент и технические недоработки.

## Игровой процесс
Действия игры происходят в вымышленном городе Блэкридж. Игровой процесс основывается на уличных гонках с полицейскими преследованиями и несколькими режимами. На выбор игроку представлены автомобили от известных производителей, таких как Subaru, Nissan, Porsche, и других. В игре представлены возможности тюнинга и стайлинга машин. За прохождения гонок и турниров можно зарабатывать очки репутации, за которые приобретаются новые автомобили и детали тюнинга. Игра распространяется бесплатно, однако за некоторый контент нужно платить.

## Оценки и мнения
| Сводный рейтинг    | Сводный рейтинг |
| Агрегатор          | Оценка          |
| ------------------ | --------------- |
| Metacritic         | 67/100          |
| Иноязычные издания |                 |
| Издание            | Оценка          |
| TouchArcade        | [ 6 ]           |

Need for Speed: No Limits получила смешанные отзывы от рецензентов. На сайте GameRankings средняя оценка игры составляет 72 %, а на Metacritic — 67 баллов из 100 возможных.
Гарри Слэйтер в рецензии для Pocket Gamer оценил игру в 8 баллов из 10 возможных. К достоинствам игры он отнёс простое и понятное управление, чувство скорости и большое разнообразие режимов. Среди недостатков критик отметил платный контент и технические недочёты, однако он отметил, что в Need for Speed: No Limits есть много оригинальных идей.